# روبن لنگدن
روبن لنگدن (انگلیسی: Reuben Langdon؛ زادهٔ ۱۹ ژوئیهٔ ۱۹۷۵) بدل‌کار، صداپیشه و بازیگر اهل ایالات متحده آمریکا است.
از فیلم‌ها یا برنامه‌های تلویزیونی که وی در آن نقش داشته‌است، می‌توان به مرد مورچه‌ای، مرد عنکبوتی ۲، دزدان دریایی کارائیب: پایان جهان، شب در موزه: نبرد اسمیتسونین، اسکات پیلگریم در برابر دنیا، آواتار، مدالیون، دکستر و سی‌اس‌آی: میامی اشاره کرد. او همچنین بدل کاری بازی هایی مانند سری رزیدنت اویل و دویل می کرای نیز انجام داده و با صداپیشگی در نقش دانته، که به گفته خودش اولین، خاص ترین و مهم ترین نقشش بود را برعهده داشت.